# Konche (Architektur)

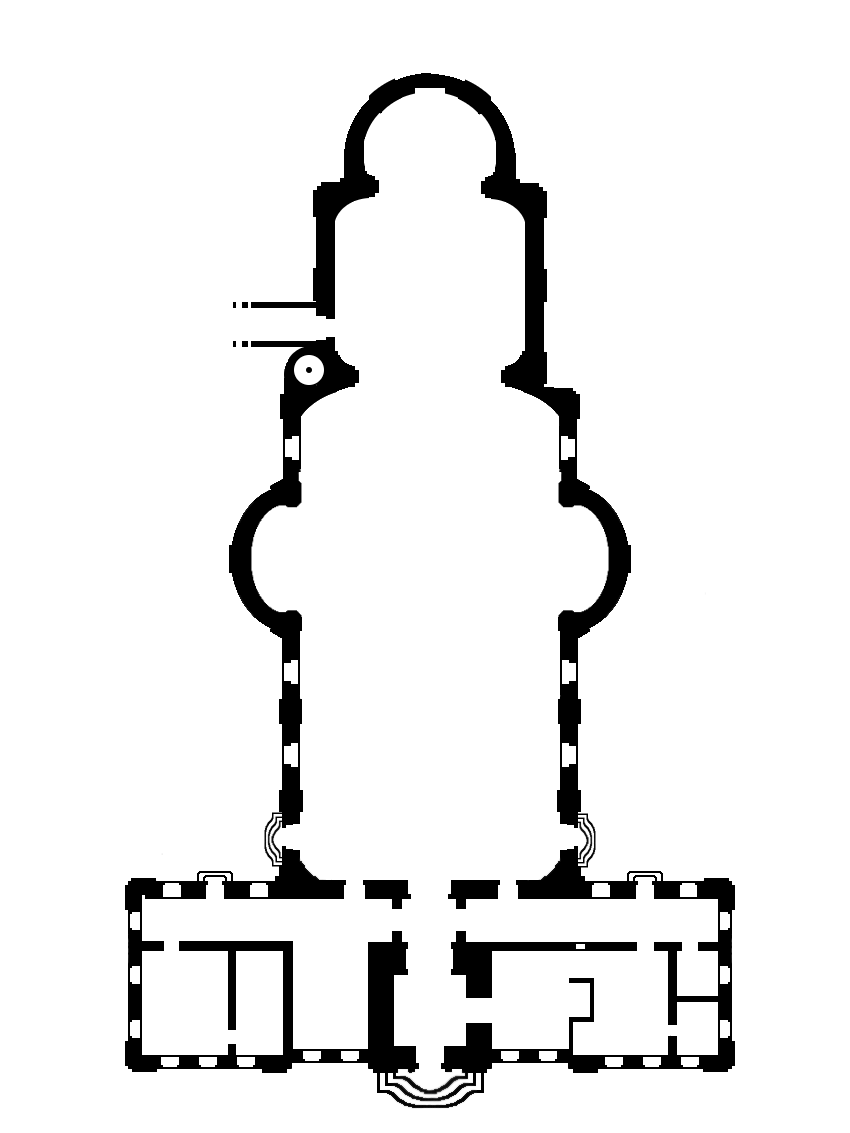
Grundriss der Wallfahrtskirche Birnau mit Konchen links und rechts des Kirchenschiffs und als Konche angelegter Apsis (oben)

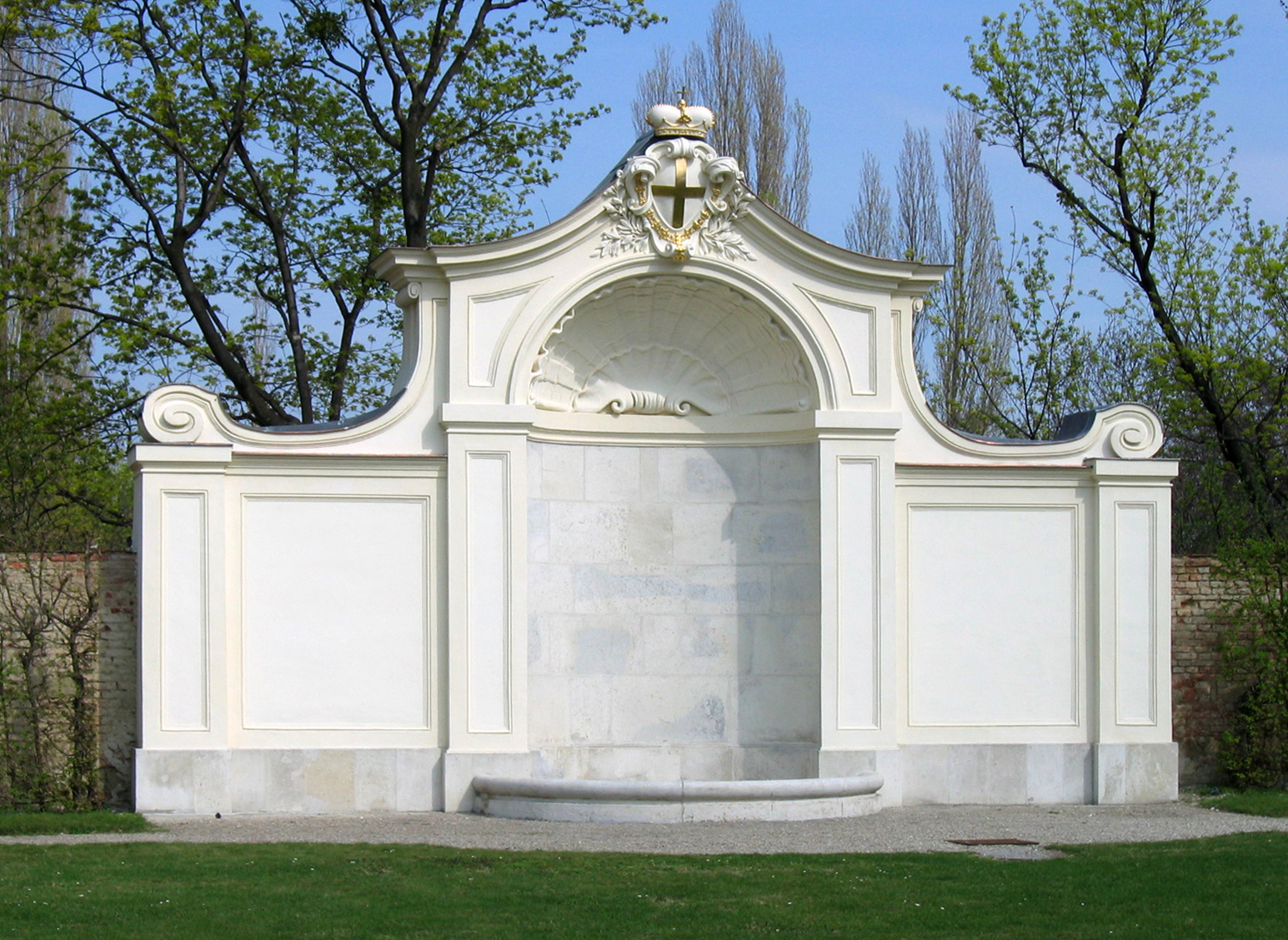
Brunnenanlage im Pfirsichgarten des Schloss Belvedere (Wien) mit Konche (mittig), in der ursprünglich noch eine Brunnenskulptur stand

Eine Konche (griechisch konché; lateinisch concha, „Muschel“) ist in der Architektur eine Einbuchtung oder halbrunde Wandnische, die in der Regel nach oben mit einer Halbkuppel abgeschlossen ist. Im Kirchenbau kann eine Apsis oder eine Seitenkapelle als Konche angelegt sein.
Als Konche kann auch die halbrunde Kuppel über der Apsis oder die Apsis selbst bezeichnet werden.
Eine erweiterte Verwendung findet sich im Trikonchos („Dreikonchenanlage“), einem Zentralbau mit drei symmetrisch angeordneten Konchen. Eine weitere Variante ist der „Drei-Konchen-Chor“ (Kleeblattchor) in einem Longitudinalbau, wie er beispielsweise in den großen romanischen Basiliken Maria im Kapitol, Gross St. Martin und  St. Aposteln in Köln realisiert wurde.
Vor allem in Osteuropa finden sich Kirchen in Form eines griechischen Kreuzes mit vier oder entsprechend auch mehr Apsiden (siehe Tetrakonchos).